# Danza Kuduro
Danza Kuduro ist ein Lied des puerto-ricanischen Reggaeton-Musikers Don Omar aus dem Jahr 2010, in Zusammenarbeit mit dem französisch-portugiesischen Rapper Lucenzo. Es ist eine Coverversion von Vem dançar kuduro (Lucenzo feat. Big Ali) und avancierte nach der Verwendung in Fast & Furious Five zum weltweiten Nummer-eins-Hit.

## Vem dançar kuduro

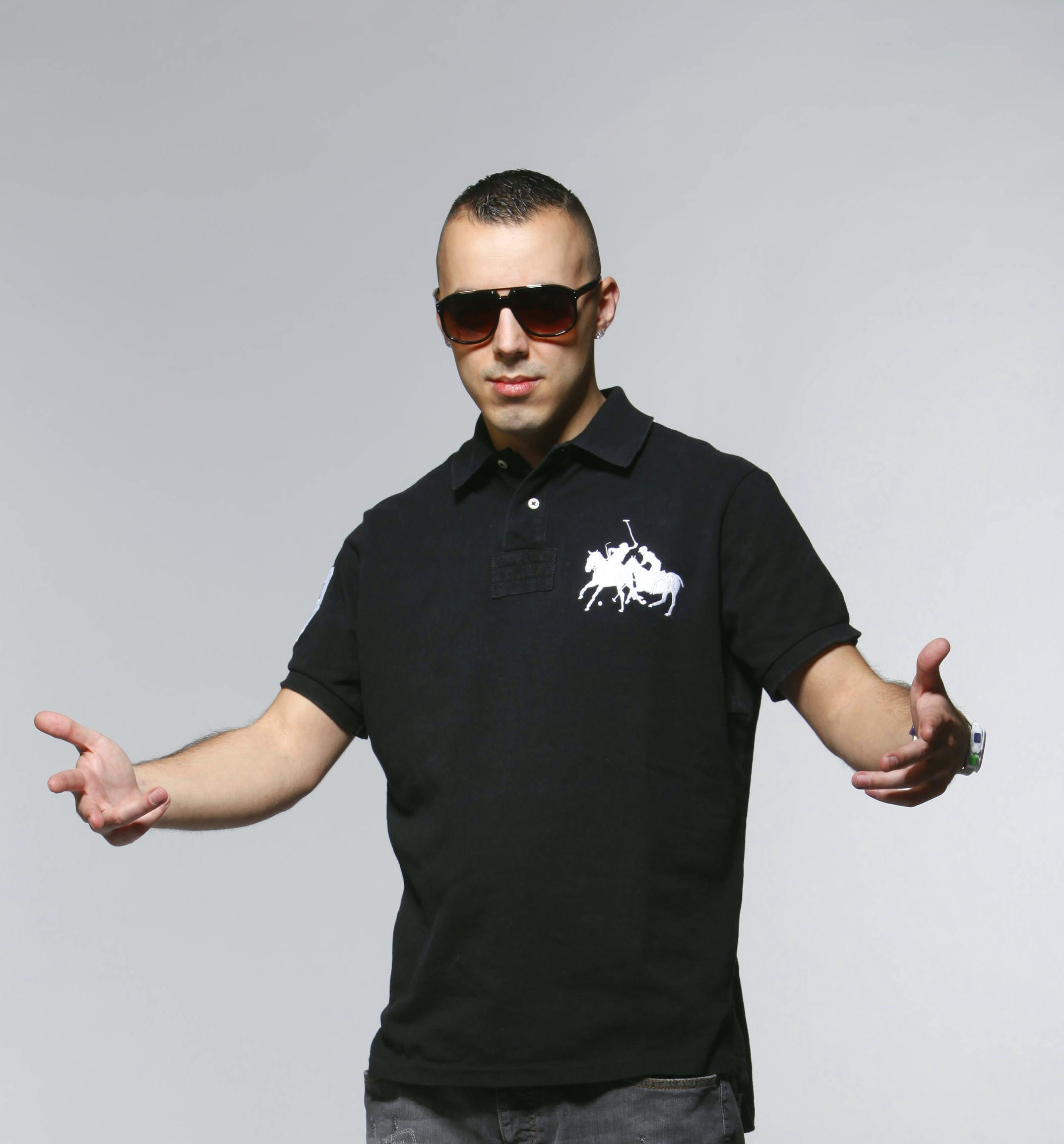
Lucenzo

Bereits am 12. April 2010 veröffentlichte der portugiesische Musiker Lucenzo zusammen mit Big Ali den Song Vem dançar kuduro (deutsch: „Komm, tanz Kuduro“), der auf Portugiesisch und Englisch geschrieben ist und sowohl von der Musik als auch vom Text her zu großen Teilen ähnlich ist. Der Song erreichte in einigen Ländern hohe Chartpositionen, in Schweden erreichte Vem dançar kuduro sogar Platz 1 der Charts. In der Schweiz erreichte das Lied Platz 31, in Frankreich Platz 2, in Dänemark Platz 14, in Finnland Platz 12 und in Norwegen Platz 15. Kuduro ist ein angolanischer Musikstil, der hauptsächlich in Portugal, Italien und im Balkan populär ist.

## Entstehung
Im Sommer 2010 schrieb Don Omar den ursprünglich englischen Textteil ins Spanische um. Anschließend nahm er mit Lucenzo den neuen spanisch-portugiesischen Text auf und veränderte die Melodie ein wenig. Die Single erschien am 15. August 2010.

## Musikvideo
Das Video zur Single wurde auf der Karibikinsel St. Martin mit dem Regisseur Carlos Perez, der für die meisten Videos Don Omars verantwortlich ist, aufgenommen. Das Video zeigt Don Omar und Lucenzo, wie sie teure Autos und Boote fahren und auf diese Weise ihren Luxus ausleben. Dabei werden sie von zwei Tänzerinnen begleitet.
Die Premiere des Videos fand am 17. August 2010 auf Vevo statt, am 30. Juli 2010 gab es allerdings eine Vorabpremiere auf Don Omars Facebook-Seite. Auf YouTube erreichte das Video schnell Popularität und wurde seitdem ca. 570 Millionen Mal abgerufen.

## Weitere Versionen
- Lucenzo nahm mit Pitbull und Qwote eine Version auf English, Portugiesisch und Spanisch namens Throw Your Hands Up (die englische Übersetzung der ersten Zeile des Refrains) auf, in dieser Version wird der Refrain von Qwote auf Englisch gesungen und ist mehr oder weniger eine Übersetzung des originalen Refrains. Pitbulls Strophe „One life, two worlds, english, spanish, one night, two girls, english, spanish“ wurde auch auf seinem Song Last Night mit Havana Brown auf dem Album Global Warming übernommen.
- Don Omar und Lucenzo nahmen mit den Rappern Daddy Yankee und Arcángel eine Remixversion auf.
- Eine weitere Version auf Spanisch und Englisch ist Danza Kuduro (Sexy Ladies) von Don Omar in Zusammenarbeit mit Akon. In dieser Version singt Don Omar eine andere Strophe, auch Akon singt zwei Strophen sowie einen alternativen Refrain.

## Rezeption
Nach der Erscheinung des Songs blieb er zunächst mäßig populär und konnte nur in Spanien den Sprung in die Charts schaffen. Erst als Danza Kuduro als Filmmusik zum Film Fast & Furious Five gewählt wurde, bekam er internationale Aufmerksamkeit und avancierte zu einem der Sommerhits des Jahres 2011. In Deutschland, Österreich, der Schweiz, Italien, Spanien, den Niederlanden und den US-amerikanischen Latin-Charts erreichte Danza Kuduro den ersten Platz der Charts. In Norwegen kam der Song auf Platz 2 der Single-Charts, in Dänemark und Schweden Platz 3, in Finnland Platz 5, in Portugal Platz 8, in Frankreich Platz 32 und in den USA auf Platz 82.
Amar Toor schreibt auf AOL Music, dass Danza Kuduro mit das Beste sei, was der Reggaeton zu bieten habe. Er meint, dass der Song ein echtes Ohrwurmpotential habe und sich schnell verbreiten werde.
Alison Stewart von der Washington Post schreibt, dass der Song den typischen Stil von Don Omar zeige. Das sind ihrer Meinung nach sonnige, leichte, schnelle und eingängige Melodien.

## Kommerzieller Erfolg

### Chartplatzierungen
| ChartsChartplatzierungen       | Höchstplatzierung | Wochen |
| ------------------------------ | ----------------- | ------ |
| Deutschland (GfK)              | 1 (65 Wo.)        | 65     |
| Frankreich (SNEP)              | 4 (141 Wo.)       | 141    |
| Portugal (AFP)                 | 152 (12 Wo.)      | 12     |
| Österreich (Ö3)                | 1 (69 Wo.)        | 69     |
| Schweiz (IFPI)                 | 1 (59 Wo.)        | 59     |
| Spanien (Promusicae)           | 1 (96 Wo.)        | 96     |
| Vereinigte Staaten (Billboard) | 85 (5 Wo.)        | 5      |
| Vereinigtes Königreich (OCC)   | 13 (6 Wo.)        | 6      |

| ChartsJahrescharts (2011) | Platzierung |
| ------------------------- | ----------- |
| Deutschland (GfK)         | 12          |
| Frankreich (SNEP)         | 12          |
| Österreich (Ö3)           | 4           |
| Schweiz (IFPI)            | 4           |
| Spanien (Promusicae)      | 2           |

| ChartsJahrescharts (2012) | Platzierung |
| ------------------------- | ----------- |
| Frankreich (SNEP)         | 78          |
| Schweiz (IFPI)            | 72          |
| Spanien (Promusicae)      | 38          |

| ChartsJahrescharts (2010–2019) | Platzierung |
| ------------------------------ | ----------- |
| Österreich (Ö3)                | 72          |

### Auszeichnungen für Musikverkäufe
| Land/Region                  | Auszeichnungen für Musikverkäufe (Land/Region, Auszeichnung, Verkäufe) | Verkäufe  |
| ---------------------------- | ---------------------------------------------------------------------- | --------- |
| Belgien (BRMA)               | Gold                                                                   | 15.000    |
| Brasilien (PMB)              | Diamant                                                                | 250.000   |
| Dänemark (IFPI)              | 2× Platin                                                              | 180.000   |
| Deutschland (BVMI)           | 7× Gold                                                                | 1.050.000 |
| Italien (FIMI)               | 3× Platin                                                              | 90.000    |
| Japan (RIAJ)                 | Gold                                                                   | 100.000   |
| Portugal (AFP)               | 4× Platin                                                              | 40.000    |
| Russland (NFPF)              | Platin                                                                 | 200.000   |
| Schweden (IFPI)              | 4× Platin                                                              | 160.000   |
| Schweiz (IFPI)               | Platin                                                                 | 30.000    |
| Spanien (Promusicae)         | 4× Platin                                                              | 240.000   |
| Vereinigte Staaten (RIAA)    | 5× Platin                                                              | 5.000.000 |
| Vereinigtes Königreich (BPI) | Platin                                                                 | 600.000   |
| Insgesamt                    | 3× Gold · 29× Platin · 1× Diamant ·                                    | 7.965.000 |